# 大阪市民病院機構
地方独立行政法人大阪市民病院機構（おおさかしみんびょういんきこう）は、2014年（平成26年）10月1日大阪市設立の地方独立行政法人である。
2024年1月現在2病院1診療所を運営している。

## 運営医療機関
- 大阪市立総合医療センター（大阪府大阪市都島区都島本通2-13-22）[3]
- 大阪市立十三市民病院（大阪市淀川区野中北2丁目12番7号）[3]
- 大阪市立住之江診療所（大阪市住之江区東加賀屋1-2-22）[3]

## 廃止した医療機関
- 大阪市立北市民病院（2010年1月大阪暁明館病院が事業継承予定者に決定し、2013年4月より新病院での診療が開始、大阪市此花区西九条5-4-8）[4]
- 大阪市立住吉市民病院（2018年3月31日廃院、大阪市住之江区東加賀屋1-2-16）[3]